# Mangala, Mandya
Mangala là một làng thuộc tehsil Mandya, huyện Mandya, bang Karnataka, Ấn Độ.